# Ali Salem Tamek
Ali Salem Tamek (nacido en 1973 en Assa) es un activista pro-saharaui y sindicalista.

## Biografía
Dentro del conflicto del Sahara Occidental ha sido encarcelado cinco veces por sus actividades nacionalistas, despedido de su trabajo y su pasaporte fue confiscado durante un largo período.  
En 2003 fue sentenciado a prisión por "minar la seguridad interior del Estado" como líder de la rama saharaui que apoya la causa de la RASD de la organización de derechos humanos Foro por la Verdad y la Justicia. Sin embargo, Amnistía Internacional lo consideró prisionero de conciencia. Marruecos le considera agente del Frente Polisario por su apoyo a la causa de la República Árabe Saharaui Democrática. 
Marruecos ha denegado la inscripción del nombre de su primera hija, Thawra, que significa revolución en árabe. 
En 2005 fue sentenciado en El Aaiún a 8 meses de prisión por incitación a la alteración del orden público durante los alborotos violentos ocurridos en mayo de 2005. En 2005 el Parlamento Europeo, dento de una resolución sobre derechos humanos en Sahara Occidental, pidió a Marruecos su liberación, la de Aminatu Haidar y la de otros presos. En 2015 la eurodiputada Paloma López Bermejo realizó una pregunta parlamentaria sobre su visado, y el de otros activistas de la RASD, de entrada a España.